# Lelio Silva
Lelio Silva (Venaria Reale, 23 gennaio 1915 – Cielo del Mediterraneo centrale, 15 giugno 1942) è stato un militare e aviatore italiano, decorato con una medaglia d'oro al valor militare alla memoria durante il corso della seconda guerra mondiale.

## Onorificenze

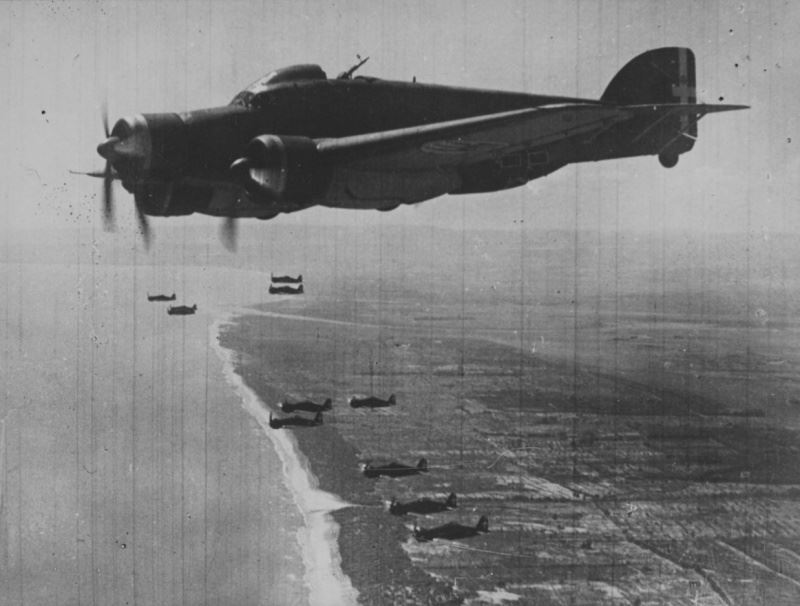
Un bombardiere aerosilurante Savoia-Marchetti S.79 Sparviero in volo scortato da caccia Aermacchi C.200 Saetta.

## Biografia
Nacque a Venaria Reale, provincia di Torino, il 23 gennaio 1915. Dopo aver frequentato il Liceo di Cuneo nel novembre 1935 si arruolò nella Regia Aeronautica in qualità di allievo ufficiale pilota di complemento, e nel 1936 fu nominato sottotenente e conseguì il brevetto di pilota militare. Nel gennaio 1937 fu trasferito in forza all'Aeronautica dell'Africa Orientale Italiana in forza all'11ª Squadriglia da bombardamento, equipaggiata con i bombardieri trimotori Caproni Ca.133. Prese parte alle grandi operazioni di polizia coloniale fino al luglio 1938, ricevendo un encomio solenne e il passaggio in servizio permanente effettivo per meriti straordinari.
All'atto dell'entrata in guerra del Regno d'Italia, il 10 giugno 1940, fu assegnato al 34º Gruppo Bombardamento Terrestre e trasferito all'Aeronautica dell'Egeo partecipò ai bombardamenti su Alessandria d'Egitto e Haifa. Nel settembre 1940 chiese, ed ottenne, il trasferimento alla nuova specialità aerosiluranti operando con la 278ª Squadriglia in Egeo, Africa Settentrionale Italiana e Sicilia. Si distinse particolarmente, accreditato dell'affondamento di due navi nemiche, e venendo decorato con due Medaglie d'argento e una di bronzo al valor militare sul campo.
Nel corso dell'operazione Halberd nel tardo pomeriggio del 17 settembre 1941 decollò dal campo d'aviazione di Morgana, a Pantelleria, con un velivolo Savoia-Marchetti S.79 Sparviero per attaccare, insieme al velivolo del capitano pilota Dante Magagnoli, un convoglio navale britannico a nord-est di Tunisi. I due aerei andarono all'attacco dell'incrociatore leggero Sheffield e del cacciatorpediniere Oribi che riuscirono ad evitare i siluri con manovre spericolate. Uno dei siluri lanciati colpì il piroscafo  Imperial Star da 12 427 tonnellate di stazza, che trasportava 300 soldati inglesi e 8.000 tonnellate di rifornimenti bellici. altri due mercantili, lo City of Calcutta e il Rowallan Castle, entrarono in collisione nel tentativo di evitare gli ordigni rimanendo seriamente danneggiati. Gravemente danneggiata la nave inglese venne poi affondata, su ordine dell'ammiraglio James Somerville, con il lancio di alcuni siluri dal cacciatorpediniere di scorta Oribi.
Rimasto gravemente ferito in un atterraggio di emergenza in Tunisia, riprese servizio nel marzo 1942 trasferito al 2º Nucleo Addestramento Aerosiluranti. In seguito chiese, ed ottenne, di ritornare in combattimento e il 14 giugno fu assegnato all'Aeronautica della Sardegna.
Cadde in combattimento il giorno successivo, nel corso della battaglia di mezzo giugno, quando il suo aereo venne abbattuto da due caccia Hawker Hurricane del No.801 NAS mentre stava per attaccare, insieme ad altri due aerei, il già danneggiato incrociatore pesante Liverpool. Per il coraggio dimostrato in questo frangente venne insignito della Medaglia d'oro al valor militare alla memoria. Una via di Fiumicino, una di Desenzano del Garda e una di Venaria Reale portano il suo nome.

### Annotazioni
1. ↑  Lo storico Marco Mattioli nel suo libro Savoia-Marchetti S.79 Sparviero Torpedo-Bomber Units assegna il colpo a segno al siluro lanciato dall'aereo del capitano Dante Magagnoli.

### Fonti
1. 1 2  Ufficio Storico dell'Aeronautica Militare 1969, p. 265.
2. 1 2 3 4 5 6 7  Combattenti Liberazione.
3. 1 2 3 4  Il giornale di Pantelleria.
4. 1 2  Mattoli 2014, p. 25.
5. ↑  Mattoli 2014, p. 49.
6. ↑  Mattoli 2014, p. 50.
7. 1 2  Quirinale, sito istituzionale, voce Onorificenze, dettagli decorato
8. ↑  Bollettino Ufficiale 1942, disp. 50, pag. 2720 e Bollettino Ufficiale 1943 disp. 6, pag. 357.